# Marcillat-en-Combraille
Marcillat-en-Combraille é uma comuna francesa na região administrativa de Auvérnia-Ródano-Alpes, no departamento Allier. Estende-se por uma área de 34,64 km². Em 2010 a comuna tinha 932 habitantes (densidade: 26,9 hab./km²).

## Cultura
- Maison de la Combraille (Museu)